# 雄施泰特
雄施泰特是德国巴伐利亚州的一个市镇。总面积13.60平方公里，总人口1296人，其中男性651人，女性645人（2011年12月31日），人口密度95人/平方公里。